# Неформат
Non-Format - це сучасна лондонська англо-скандинавська команда графічного дизайну, що спеціалізується на дизайн-проектах для видавничої та музичної індустрії.. Фірма була заснована Келл Екхорн і Джон Форсс у 2000 році.   Вони працювали для лейблу  The Leaf Label, а також тісно співпрацювали з Lo Recordings, з яким вони розробили дизайн переважної більшості з більш ніж 60 релізів. Вони створили обкладинки для Stateless як для  альбому, так і для синглів. Вони також відповідальні за нещодавній  [коли?] повний редизайн і художнє керівництво щомісячного британського музичного журналу The Wire .

## Зовнішні посилання
- Non-Format офіційна головна сторінка